# Presidentvalet i Frankrike 1981
Franska presidentvalet 1981 blev en vågdelare och uppmärksammat internationellt, då François Mitterrands år 1971 nybildade Socialistparti segrade i både president- och parlamentsvalet och besegrade sittande president Valéry Giscard d'Estaing, en politisk veteran som tjänat som president sedan en knapp seger över Mitterrand i valet 1974, tidigare finansminister under Charles de Gaulle. Mitterrand blev senare omvald under Giscards tidigare premiärminister Jacques Chirac och höll ämbetet till 1995, den längsta presidenten under femte republiken och i Frankrikes historia, samt den längste statschefen sedan Napoleon III.

## Resultat
| Kandidater               | Parti                        | Röster 1:a omgång | %       | Röster 2:a omgång | %      |
| ------------------------ | ---------------------------- | ----------------- | ------- | ----------------- | ------ |
| François Mitterrand      | Parti Socialiste             | 7 505 960         | 25,85 % | 15 708 262        | 51,8 % |
| Valéry Giscard d'Estaing | Unionen för fransk demokrati | 8 222 432         | 28,86%  | 14 642 306        | 48,2 % |
| Jacques Chirac           | RPF                          | 5,225,848         | 18,0 %  |                   |        |